# Anhydride

Een zuuranhydride

Een anhydride, Grieks ἄνυδρος ánudros, zonder water, is een chemische samenstelling die uit een andere samenstelling wordt gevormd door water H2O te verwijderen. Bijvoorbeeld:
2 NaOH - H2O = Na2O
H2SO4 - H2O = SO3
Natriumoxide is een anhydride van natriumhydroxide en zwaveltrioxide is een anhydride van zwavelzuur.
Het Engelse anhydrous wordt soms verkeerd met anhydride vertaald. De goede vertaling is dan vaak watervrij. 
Anhydride wordt ook gebruikt om aan te geven dat een vaste stof niet is gehydrateerd, wanneer deze meestal kristalwater bevat. Een voorbeeld daarvan is kopersulfaat. Dat wordt in het algemeen aangeboden in de blauwe gehydrateerde vorm CuSO4.5H2O, maar bij verhitting kan het watervrije CuSO4 ontstaan. Deze stof heeft een witte kleur, maar gaat bij blootstelling aan vochtige lucht langzaam weer in het blauwe hydraat over. Vanwege de hygroscopische eigenschappen van watervrij kopersulfaat is het eenvoudiger de blauwe vorm op te slaan. Men noemt de witte vorm in het Engels anhydrous copper sulfate, maar het anhydride kan hiet beter door 'watervrij' of 'anhydraat' worden vervangen.
Anhydride wordt in de organische chemie vaak als synoniem voor zuuranhydride gebruikt, dat een condensatieproduct van twee carbonzuren is.